# یاسوکازه موتومیا
یاسوکازه موتومیا (انگلیسی: Yasukaze Motomiya؛ زادهٔ ۷ فوریهٔ ۱۹۷۲) هنرپیشه اهل ژاپن است.